# Валерія Чаватта
Валерія Чаватта (італ. Valeria Ciavatta) — політична діячка Сан-Марино, двічі капітан-регент Сан-Марино.

## Життєпис
Валерія Чаватта народилася в другому за величиною місті Сан-Марино Борго-Маджоре в січні 1959 року. По закінченню школи вчилася в Італії, в Урбінському університеті. З 1978 до 1990 вона була членом Християнсько-демократичної партії Сан-Марино. Потім перейшла в Народно-ліберальну партію, з 1993 року входить в керівництво партії.
Вперше в Генеральну рада була обрана в 2001 році. У перший раз займала пост капітана-регента країни разом з Джованні Лонферніні з жовтня 2003 до квітня 2004. З 1 квітня 2014 вдруге зайняла разом з Лукою Беккарі пост капітана-регента Сан-Марино.